# Барете
Барете (итал. Barete) је насеље у Италији у округу Л'Аквила, региону Абруцо.
Према процени из 2011. у насељу је живело 386 становника. Насеље се налази на надморској висини од 778 м.

## Становништво
| 1931. | 1936. | 1951. | 1961. | 1971. | 1981. | 1991. | 2001. | 2011. |
| ----- | ----- | ----- | ----- | ----- | ----- | ----- | ----- | ----- |
| 1.524 | 1.434 | 1.120 | 803   | 673   | 628   | 635   | 633   | 679   |